# Evil - Il ribelle
Evil - Il ribelle (Ondskan) è un film del 2003 diretto da Mikael Håfström, tratto dal romanzo autobiografico di Jan Guillou La fabbrica del male (Ondskan) del 1981.
Il film è ambientato nel 1959, in un collegio privato dove vi era violenza istituzionale, tema centrale del film. Il personaggio principale, Erik, è interpretato da Andreas Wilson e tra gli altri attori si ricordano Gustaf Skarsgård, Kjell Bergqvist e Björn Granath.

## Trama
Nel 1958 Erik Ponti, un ragazzo di 15 anni, vive con la madre e il sadico patrigno a Stoccolma. A casa, il suo patrigno lo picchia ogni giorno dopo cena, mentre la debole madre ignora la natura sadica del marito e lascia che la violenza proceda, coprendo sovente il rumore delle frustate con il suono del pianoforte. A scuola, Erik è violento e spesso è immischiato in risse, a causa della sua educazione violenta. Dopo una lotta particolarmente feroce, viene espulso. Il preside lo etichetta come selvaggio e lo accusa di essere puro male. Nel tentativo di offrire a suo figlio un nuovo inizio e l'ultima possibilità di finire la scuola, sua madre vende alcuni dei suoi preziosi cimeli di famiglia e manda Erik in un ricco collegio prima che il patrigno possa scoprire dell’espulsione.
Al suo arrivo a Stjärnsberg, rendendosi conto che il collegio è la sua ultima possibilità di frequentare il liceo, Erik tenta di rinunciare alle sue tendenze violente. Nella prestigiosa scuola dodici membri del cosiddetto Olimpo (l’ultimo anno) formano un Consiglio degli Studenti, esercitando un governo sadico sulla scuola e punendo fisicamente e psicologicamente gli studenti che disobbediscono, cosa che viene completamente ignorata dai membri del personale scolastico, che scelgono di lasciare gli studenti ai propri modi di governare il comportamento dell'altro. Quando Erik si rifiuta di obbedire alle richieste ridicole di due consiglieri, Silverhielm e Dahlén, diventa il bersaglio di un incessante bullismo. Il suo rifiuto di umiliarsi obbedendo alle loro umilianti punizioni lo porta a una serie di “arresti” nel fine settimana. Erik fa amicizia con il suo compagno di stanza Pierre, un ricco e studioso ragazzo che tiene un profilo basso per evitare il bullismo.
Mentre si trova nelle cucine della scuola un fine settimana, dopo una giornata di lavoro particolarmente estenuante, Erik incontra Marja, una graziosa addetta alla mensa con un visto di lavoro dalla Finlandia. I due iniziano una relazione romantica mentre Marja ammira la personalità resistente e giusta di Erik. Nel frattempo, Erik si unisce alla squadra di nuoto. Si avvicina una partita di nuoto ed Erik è determinato a vincere, ma presto si rende conto che per vincere deve sconfiggere l'attuale campione della scuola e figlio del donatore più importante della scuola. Sa che vincere lo renderebbe più un bersaglio che mai, ma il suo allenatore di nuoto gli assicura che è una questione d'onore e che non deve perdere. Erik vince, battendo una serie di record scolastici e umiliando un certo numero di studenti altolocati che applaudono sarcasticamente quando i suoi successi vengono vocalizzati dall'allenatore di nuoto.
Per le vacanze di Natale Erik ritorna a casa. Il suo patrigno lo picchia a seguito del risultato mediocre in comportamento nonostante gli ottimi voti nelle altre materie, mentre sua madre suona il pianoforte per mascherare i suoni del bastone.
Quando torna a scuola, il consiglio studentesco inizia a prendere di mira l'amico di Erik, Pierre, che non si difende. Addolorato nel vedere il suo amico umiliato, Erik lascia la squadra di nuoto perché crede che questo salverà il suo amico dall'implacabile bullismo. Ma non sembra bastare. Qualche tempo dopo, Erik viene chiamato dal presidente del consiglio studentesco, Silverhielm, nella sua lussuosa stanza. Lì Pierre è stato costretto a spogliarsi e Dahlén minaccia di spegnergli una sigaretta sul petto, ma Erik invece si offre volontario e sopporta il dolore senza batter ciglio. Il giorno successivo, Pierre viene sfidato a combattere i consiglieri. Viene picchiato duramente ma non obbedisce alle loro richieste.
Il giorno seguente, Erik cade in un'imboscata mentre torna dalla detenzione. Lo legano a terra e gli versano sopra acqua bollente seguita da acqua fredda e lo lasciano fuori a congelare. Tuttavia, viene salvato da Marja. I due dormono insieme ed Erik torna nella sua stanza e scopre che Pierre ha lasciato la scuola. Erik, amareggiato e stufo, sfida Dahlén e von Schenken, due studenti altolocati, a combattere.  Sconfigge rapidamente entrambi, obbligandoli a strisciare chiedendo pietà come loro avevano fatto svariate volte nei confronti degli studenti più deboli, e poi va alla ricerca di Marja, che è partita per la Finlandia dopo essere stata licenziata per ragioni sconosciute.
Il preside riceve una lettera d'amore intercettata da Silverhielm da Marja a Erik, con conseguente espulsione di Erik per aver avuto rapporti sessuali con un membro dello staff. Erik cerca e trova Silverhielm per vendetta nei boschi e lo minaccia con un tronco. Terrorizzato per la sua vita, Silverhielm implora pietà in ginocchio ed Erik decide quindi di risparmiarlo.
Erik contatta un amico di sua madre, un avvocato, conosciuto prima di partire per il collegio, e successivamente minaccia di pubblicare sul giornale i soprusi che gli studenti più grandi infliggevano ai più piccoli e di denunciare il preside. Viene quindi reintegrato, gli viene restituita la lettera di Marja e gli viene concesso di terminare il suo ultimo semestre in pace.
L'anno scolastico finisce ed Erik torna a casa e scopre che sua madre è stata picchiata dal patrigno. Il suo patrigno cerca di picchiarlo di nuovo, ma Erik questa volta decide di reagire: chiude la porta alle spalle mentre si prepara a vendicarsi di anni di violenze e picchia il suo patrigno fuori dallo schermo, intimandogli di andarsene e di dire quando sarà in ospedale di essere caduto dalle scale.
Scacciato di casa il patrigno, Erik si congeda anche dal suo ex compagno di stanza, che sta partendo per una scuola prestigiosa da manager, per poi dirgli di aver trovato lavoro in uno studio legale. Probabilmente rintraccerà anche Marjia.

## Riconoscimenti
- Guldbagge Award 2004
  - Miglior film
  - Miglior fotografia
  - Miglior contributo (Anna Asp)
  - Candidatura a miglior regista a Mikael Håfström
  - Candidatura a migliore sceneggiatura a Hans Gunnarsson e Mikael Håfström
- Premi Robert 2005
  - Miglior film straniero non statunitense
- Premio Oscar
  - Candidatura all'Oscar al miglior film straniero